# Mendaro
Mendaro – gmina w Hiszpanii, w prowincji Guipúzcoa, w Kraju Basków, o powierzchni 25,39 km². W 2011 roku gmina liczyła 1962 mieszkańców.